# Злынский Конезавод
Злы́нский Конезаво́д — посёлок, административный центр Злынского сельского поселения Болховского района Орловской области России. До 1928 года относился к Злынской волости Болховского уезда, с 18 июля 1975 года — центр Злынского сельского совета Болховского района.

## География
Расположен в северной части области по обеим сторонам автодороги Орёл — Борилово — Болхов на относительно равнинной местности вблизи истока реки Злынки. В посёлке сохранился каскад телегинских прудов — верхний и нижний, которые, в свою очередь, подпитывают большой Калиновский пруд (у деревни Калиновка) и ручей Снытку — приток Нугри. До районного центра (по автодороге) 19 км, до областного — 42 км.

## Название
Название получено по конному заводу, основанному здесь в начале 1900-х годов представителем древнего, но обедневшего дворянского рода Василием Николаевичем Телегиным. Первоначальное название поселения — хутор Софиевский (в просторечии Софиевка). Хутор находился в двух километрах от села Злынь. По названию села получил своё название и конезавод.

## История
Первые письменные упоминания об этих местах относятся к 1571 году и связаны с историческими событиями в истории Русского государства. Весной 1571 года крымский хан Девлет-Гирей, собрав крупное войско — «сто тысяч или более воинов», вторгся в русские пределы. По Свиной сакме направляясь в сторону Козельска, в середине мая он сделал остановку «на Злынском поле». Здесь на Злыни его встретили беглецы, дети боярские, бежавшие от ужасов московских казней Ивана Грозного. Перебежчики «Кудеяр Тишенков да Окул Семенов, да калужане Ждан да Иван Васильевы дети Юдинкова, …» и другие убедили хана в слабости русского войска. Девлет-Гирей пошёл на Москву и сжёг её почти дотла.
Время образования селения точно не известно. В списках населённых мест Орловской губернии по сведениям за 1866 год и на Военно-топографической карте Российской Империи XIX века (карте Шуберта) за 1867 год поселение не указано. Предположительно хутор появился в конце XIX века. Известность поселение получило от расположившегося здесь крупнейшего коннозаводского центра Орловской губернии по разведению орловских рысаков.
Во время Великой Отечественной войны посёлок был оккупирован в октябре 1941 года. В бывшем усадебном доме Телегиных располагался немецкий госпиталь. Освобождён 28 июля 1943 года. В освобождении принимала участие 356-я стрелковая дивизия и 30-й танковый корпус.

### Конезавод
Объект культурного наследия народов РФ регионального значения. Рег. № 571630662440005 (ЕГРОКН). Объект № 5700056000 (БД Викигида)

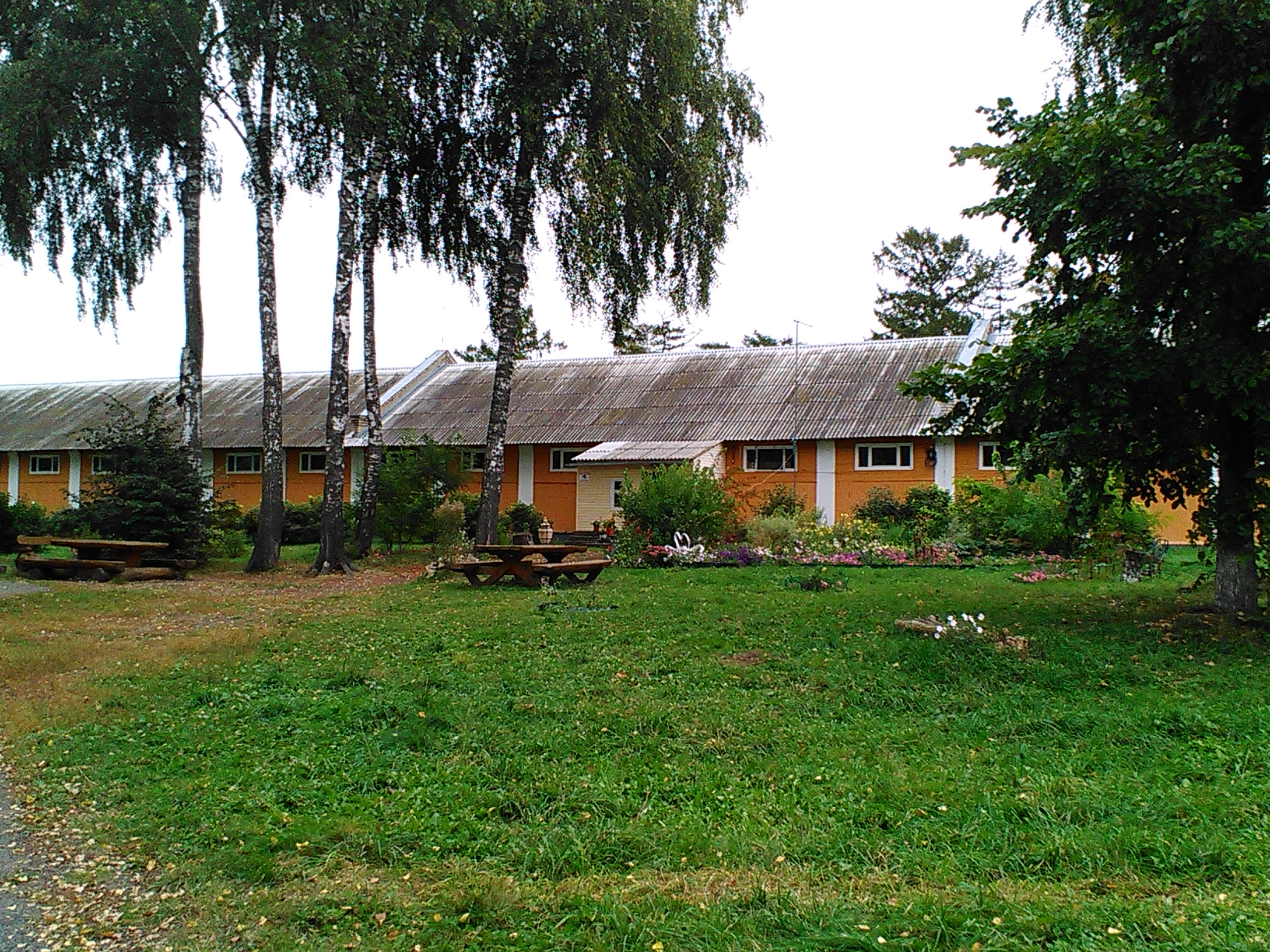
Главный вход на конезавод

Конезавод был основан действительным статским советником В. Н. Телегиным (1830—1910) в 1872 году. Первоначально он был образован в селе Крутом (ныне Колпнянский район). В 1880 году завод был переведён в село Карпово Масловской волости Орловского уезда (ныне деревня Щучье Орловского района). В 1903 году он расположился близ села Злынь на хуторе Софиевском. Занявшись конезаводством, Телегин превратил завод в крупнейший и наиболее известный в Орловской губернии. После его смерти дело продолжил его сын — Николай Васильевич Телегин. В усадьбе был построен особняк (1911) в стиле модерн, конюшни, манеж, заложен парк с каскадами прудов. Николай Васильевич был приверженцем американского рысака, и метизацией американских и орловских рысаков стал одним из селекционеров новой, более резвой русской рысистой породы. Среди телегинских питомцев известны такие легендарные лошади как Барон Роджерс, Искра, Тальони. Умер Николай Васильевич в 1917 году от инфаркта. По рассказам старожилов он был «добрым барином», и его усадьбу крестьяне не разорили. После Октябрьской революции завод национализировали, а племенных лошадей и имущество раздали крестьянам. Многие представители породы погибли или были съедены в голодные годы Гражданской войны. Но некоторых всё же удалось сохранить супруге конезаводчика Татьяне Николаевне. К 1930-м годам завод удалось восстановить, и он получил название «Злынский» (№ 15). После немецкой оккупации от завода остались только повреждённый главный господский дом и некоторые постройки. Его пришлось возрождать во второй раз. В 1990-х годах завод снова оказался на грани исчезновения. В 2005 году усадьбу приобрёл московский предприниматель Андрей Раппопорт. Конезавод был вновь возрождён, а телегинская усадьба восстановлена.

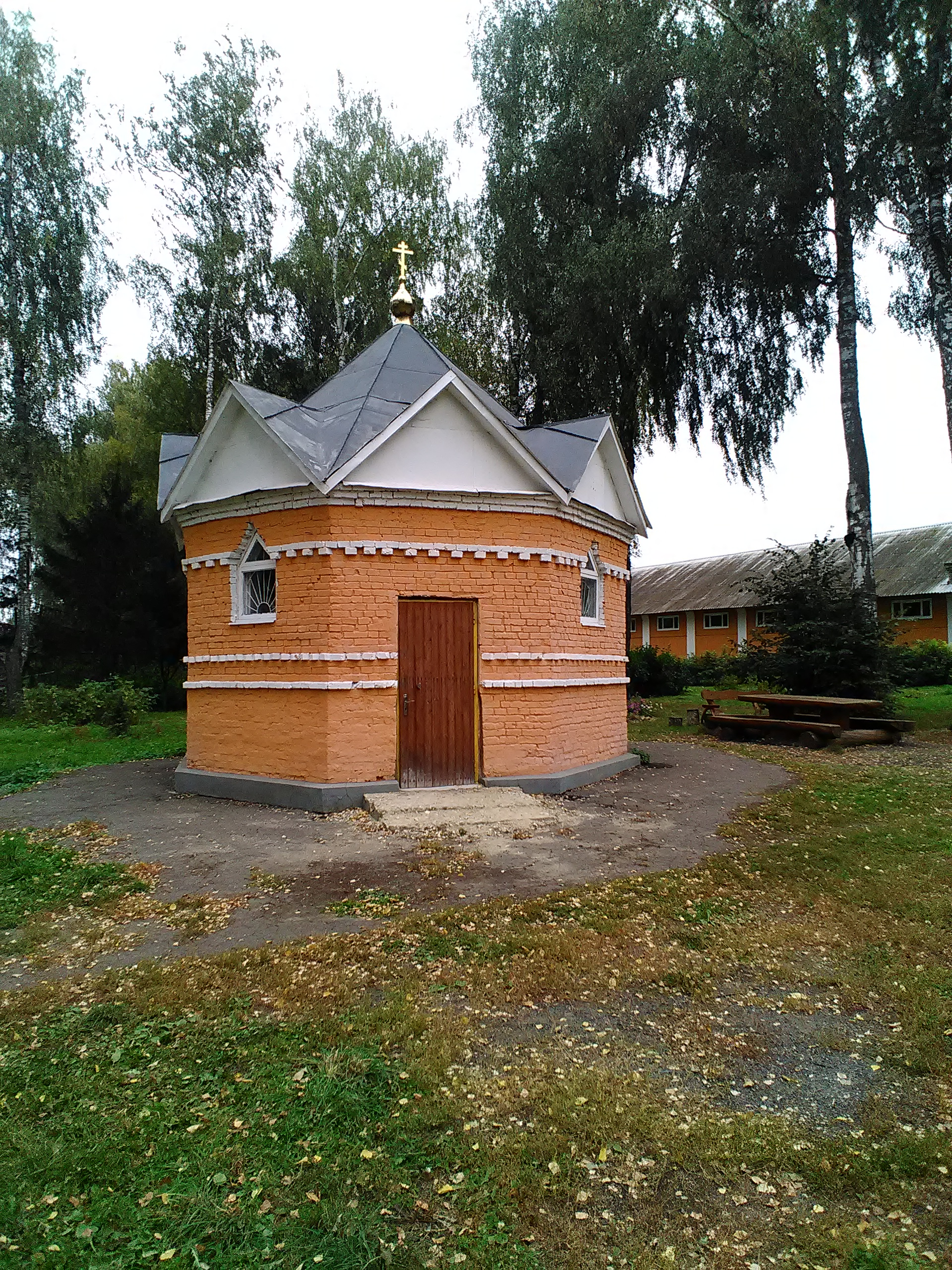
Часовня Флора и Лавра

### Музей
В главном доме Телегиных в 2014 году был открыт музей коневодства. В залах музея самыми ценными экспонатами являются фотографии злынских рысаков и их многочисленные награды — кубки с разных соревнований и видеоролики с записями победных забегов рысаков на престижных российских и международных соревнованиях.

### Часовня
Рядом с усадебным домом на восьмиугольном фундаменте бывшей водокачки на средства работников и владельца конезавода построили часовню во имя святых Флора и Лавра — покровителей лошадей. Ежегодно 30 августа в день Флора и Лавра в посёлке проводится праздник с молебном во имя святых.

## Новое время
1 сентября 1989 года в посёлке состоялось открытие Злынской средней общеобразовательной школы. В 2007 году на базе агропромышленного комплекса по выращиванию зерновых культур ООО «Юпитер» инвестиционной компанией РАО «ЕЭС» в Злынском Конезаводе был построен молочный комплекс на 1200 дойных коров. В посёлке имеются также амбулатория (филиал Болховской ЦРБ), дом культуры, библиотека, три магазина.

## Население
| Годы      | 1926 | 2000 | 2010 | 2017 |
| --------- | ---- | ---- | ---- | ---- |
| Население | 67   | 426  | ↘361 | 401  |